# سیارک ۱۶۲۰۲
سیارک ۱۶۲۰۲ (به انگلیسی: 16202 Srivastava، نامگذاری:2000CE28) شانزده هزار و دویست و دومین سیارک کشف شده‌است که در ۲ فوریه ۲۰۰۰ کشف شد.
قدر مطلق سیارک برابر ۱۴.۱ است.